# Lijst van voetbalinterlands Britse Maagdeneilanden - Haïti (vrouwen)
Deze lijst van voetbalinterlands is een overzicht van alle officiële voetbalinterlands tussen de nationale vrouwenteams van de Britse Maagdeneilanden en Haïti. De landen hebben tot nu toe één keer tegen elkaar gespeeld. 

## Wedstrijden
| № | Plaats    | Datum        | Competitie                                       | Wedstrijd                      | Uitslag |
| - | --------- | ------------ | ------------------------------------------------ | ------------------------------ | ------- |
| 1 | Road Town | 9 april 2022 | Noord-Amerikaans kampioenschap 2022 kwalificatie | Britse Maagdeneilanden − Haïti | 0 − 21  |

## Samenvatting
| Competitie                                  | Totaal gespeeld | Winst Britse Maagdeneilanden | Gelijk | Winst Haïti | Doelsaldo Britse Maagdeneilanden – Haïti |
| ------------------------------------------- | --------------- | ---------------------------- | ------ | ----------- | ---------------------------------------- |
| Noord-Amerikaans kampioenschap kwalificatie | 1               | 0                            | 0      | 1           | 0 − 21                                   |
| Totaal                                      | 1               | 0                            | 0      | 1           | 0 − 21                                   |